# Cheiromeles parvidens
Il pipistrello nudo minore (Cheiromeles parvidens  Miller & Hollister, 1921) è un pipistrello della famiglia dei Molossidi diffuso nell'Ecozona orientale.

## Descrizione

### Dimensioni
Pipistrello di grandi dimensioni, con la lunghezza totale tra 170 e 185 mm, la lunghezza dell'avambraccio tra 73 e 78 mm, la lunghezza della coda tra 54 e 58 mm, la lunghezza delle orecchie tra 19 e 20 mm e un peso fino a 100 g.

### Aspetto
Il corpo è robusto e completamente privo di peli visibili, eccetto un collare di lunghe setole untuose localizzate intorno ad una sacca ghiandolare sulla gola. La pelle è bruno-grigiastra ed estremamente elastica. Il muso è lungo, largo e tozzo, le labbra sono lisce. Le orecchie sono ben separate tra loro, triangolari e con l'estremità arrotondata. Le membrane alari sono lunghe e strette. I piedi sono robusti, con gli alluci opponibili e ricoperti di lunghe setole, con l'estremità ricurva e spatolata. La coda è lunga, tozza e si estende per più della metà oltre l'uropatagio. Le femmine hanno un paio di mammelle ascellari inserite nelle tasche cutanee presenti lungo i fianchi, dove vengono posizionate le ali durante il riposo.

## Biologia

### Comportamento
Si rifugia tra le fronde di palme da cocco, nelle cavità degli alberi e occasionalmente all'interno di grotte.

### Alimentazione
Si nutre di insetti.

### Riproduzione
Danno alla luce due piccoli alla volta, i quali vengono lasciati soli nei rifugi dai genitori durante le attività predatorie.

## Distribuzione e habitat
Questa specie è diffusa su Sulawesi, Buton, Sanana e sulle isole filippine di Boac, Bohol, Catanduanes, Cebu, Jolo, Leyte, Luzon, Masbate, Mindanao, Mindoro, Negros, Panay, Samar, Sibuyan, Tablas e Tawi-tawi.
Vive nelle foreste secondarie e zone agricole fino a 200 metri di altitudine.

## Conservazione
La IUCN Red List, considerato il vasto areale e nonostante le poche informazioni circa lo stato della popolazione e le eventuali minacce, classifica C.parvidens come specie a rischio minimo (Least Concern)).